# أخزيفلاند
أخزيفلاند (بالعبرية: מדינת אכזיב، بالإنجليزية: Akhzivland) هي دولة مجهرية تقع على الساحل الغربي لإسرائيل قرب الحدود اللبنانية، تقع على بعد 5 كيلومترات من مستوطنة نهاريا. أسسها إيلي أفيفي مع زوجته عام 1971.

## التأسيس

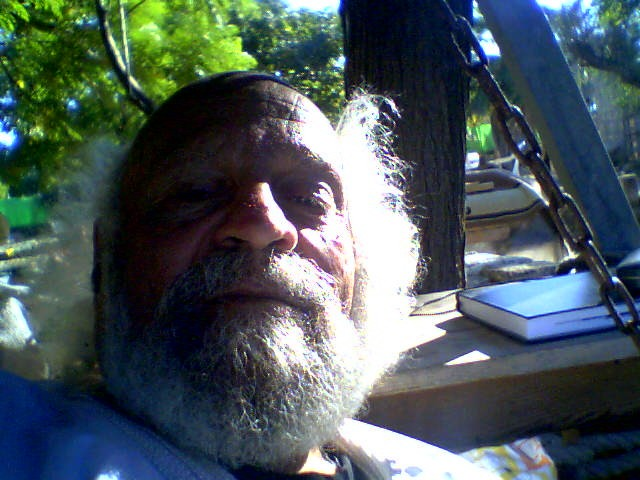
إيلي أفيفي سنة 2006.

تأسست أخزيفلاند عام 1971، من قبل المواطن الإسرائيلي إيلي أفيفي وزوجته رينا، ردا على قرار السلطات الإسرائيلية التي أرسلت جرافات لهدم منزلهم بحجة أنه غير قانوني، وأن موقعه سيكون جزء من طريق سريعة مستقبلا.
وفي عام 1972، أتلف الزوجان جوازات سفرهما وصنعا جوازات سفر جديدة. أدى هذا الفعل إلى اعتقال وسجن أفيفي لمدة ثمانية أيام انتهت بإطلاق سراحه لعدم وجود تشريع ينص على أن إنشاء الدول مخالف للقانون، وهذا، ما شكل فراغا قانونيا بالنسبة للقضاة. في الأخير، توصل أفيفي مع السلطات إلى اتفاق، هو أن يستأجر الأرض للـ99 عاما القادمة.

## حوادث
بعد بضعة أشهر من التأسيس، وصلت مجموعة من الفدائيين إلى شاطئ أخزيف سعيا لاختطاف أفيفي، ظنا منهم، أنه عضو مهم في الموساد. بعد اقتحام أحدهم للمنزل، قامت رينا أفيفي زوجة إلي بإيقافه تحت تهديد السلاح، ووجدت في حقيبته مسدسا وقنابل يدوية. تمكنت رينا من احتجازه إلى حين قدوم عناصر الجيش الذين ألقوا القبض عليه وعلى أنفار آخرين كانوا عند القارب على الساحل.

## ردود الفعل
على الرغم من وضعها القانوني الغامض، استغلت وزارة السياحة الإسرائيلية هذه الحركة لخدمة السياحة في المستوطنات. ولم تقم الحكومة الإسرائيلية بإبداء أي رد فعل حتى اللحظة.

## المرافق
تحتوي أخزيفلاند على دار ضيافة ومخيم ومتحف وصالة عرض للقطع الفنية التي تقدم من قبل بعض الفنانين المناصرين لقيام أخزيفلاند، إضافة إلى القصر الملكي لأخزيفلاند وهو منزل أفيفي.

## حاليا
بعد وفاة إيلي أفيفي في 16 مايو 2018 عن 88 عاما بسبب مرض التهاب الرئة، بقيت أرملته رينا لوحدها باعتبار أنها المقيمة الأخيرة في أخزيفلاند، مما جعلها تتقلد تلقائيا مهام الملكة. لكنها أعلنت فيما بعد أنها تريد تحويل الدولة إلى نصب تذكاري تخليدا لذكرى زوجها.

## طالع أيضًا
- دولة مجهرية